# Oreoneta vogelae
Oreoneta vogelae là một loài nhện trong họ Linyphiidae.
Loài này thuộc chi Oreoneta. Oreoneta vogelae được Michael Ilmari Saaristo & Yuri M. Marusik miêu tả năm 2004.